# ديفيد بيرسون (سائق سيارة سباق)
ديفيد بيرسون (بالإنجليزية: David Pearson)‏ هو سائق سيارة سباق أمريكي، ولد في 22 ديسمبر 1934 في سبارتانبرغ في الولايات المتحدة، وتوفي بنفس المكان في 12 نوفمبر 2018.

## وصلات خارجية
- ديفيد بيرسون على موقع Racing-Reference.info (الإنجليزية)
- ديفيد بيرسون على موقع DriverDB.com (الإنجليزية)
- ديفيد بيرسون على موقع الموسوعة البريطانية (الإنجليزية)